# Will Gluck

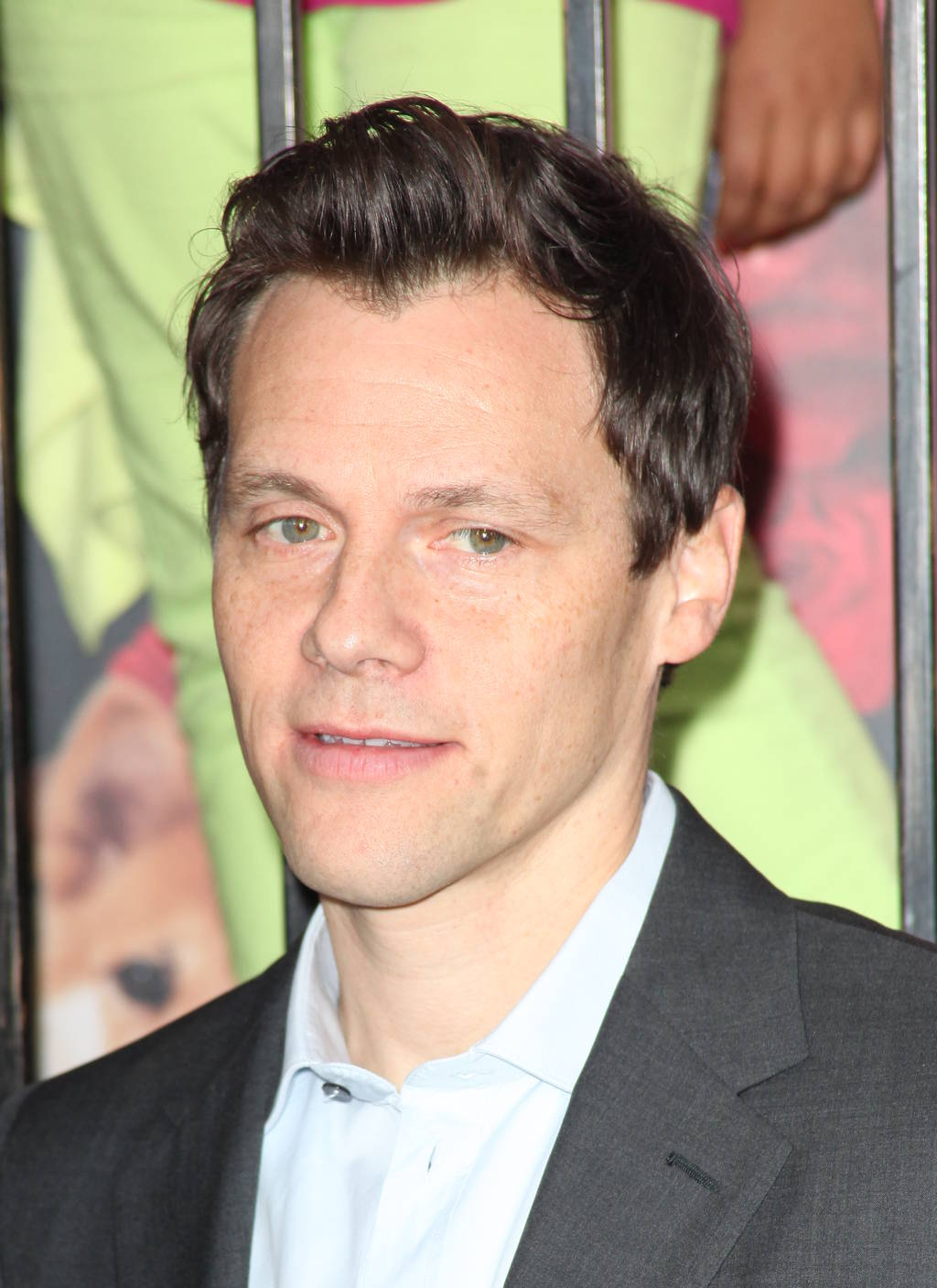
Will Gluck (2014)

Will Gluck ist ein US-amerikanischer Regisseur, Produzent und Drehbuchautor.

## Leben
Wills Karriere begann mit der Comedyshow The John Larroquette Show. Mit dem Schreiben und Produzieren fing er mit Shows wie Starlets, Luis und Andy Richter und die Welt an. Er war Co-Producer und Producer der Fox-Serie The Loop mit Pam Brady. Will Gluck versuchte sich als Regisseur mit Fired Up!, welcher 2009 veröffentlicht wurde. Sein nächster Film wurde 2010 mit dem Titel Einfach zu haben, mit Emma Stone in der Hauptrolle, veröffentlicht.

## Filmografie
Regie, Drehbuch
- 2009: Fired Up!
- 2010: Einfach zu haben (Easy A) (auch Produktion)
- 2011: Freunde mit gewissen Vorzügen (Friends with Benefits)
- 2014: Annie
- 2018: Peter Hase (Peter Rabbit)
- 2021: Peter Hase 2 – Ein Hase macht sich vom Acker (Peter Rabbit 2: The Runaway)
- 2023: Wo die Lüge hinfällt (Anyone but You)